# Giulia Gonzaga
Giulia Gonzaga (Gazzuolo, 1513 - Nàpols, 16 d'abril de 1556) va ser una aristòcrata i intel·lectual italiana, comtessa de Fondi i duquessa de Traietto (actual Minturno), pròxima a la Reforma. Va mantenir al seu entorn un nucli religiós i intel·lectual proper al reformisme de l'humanista i erasmista espanyol Juan de Valdés i a l'historiador Pietro Carnesecchi.

## Biografia
L'any 1513 va néixer a Gazzuolo (prop de Mantua) sent filla de Ludovico Gonzaga, príncep de Sabbioneta i Bozzolo, i Francesca Fieschi. Es va casar als 14 anys amb Vespasiano Colonna, comte de Fondi i duc de Traietto (actual Minturno), i quedà vídua al cap de tres anys. No va tornar a casar-se i va fundar un centre de cultura al seu palau. A Historia de los Heterodoxos Españoles, Menéndez y Pelayo diu que es va conservar fidel i dedicada a la caritat i a la devoció. La veritat és que tota aquesta situació prepararia el terreny per a la trobada amb qui canviaria la seva vida radicalment.
Poc es diu sobre aquesta dama i la seva aportació per a l'avanç del protestantisme espanyol. Les seves dades es redueixen a una sèrie d'esdeveniments, gairebé tots relacionats amb Juan de Valdés, d'una banda, de qui es diu que va ser la seva "deixebla volguda… la que va inspirar gairebé tots els seus escrits religiosos". Però per l'altra, se l'exalta per ser una dona de bellesa insigne i aristocràtica. Prova d'això és un retrat pintat per Bartolomé de Piompo i que encara es conserva al Museu Britànic. Aquest treball va ser encarregat per Hipòlit de Mèdici, amb qui va tenir una relació de la qual va néixer un fill anomenat Àsdrubal, que va arribar a ser condottiero i cavaller de l'orde de Malta.
Associat amb aquesta bellesa hi ha un esdeveniment que no ha estat passat per alt a la història. S'explica que va ser objecte d'un intent de rapte pel pirata Barbarroja. Aquest va atacar la ciutat de Fondi amb la ferma idea de raptar la comtessa, amb la qual cosa pretenia complir un encàrrec del sultà Solimán el Magnífic l'any 1534, que, atret per la seva bellesa, va voler incorporar-la al seu harem.
Juan de Valdés va establir una gran amistat amb ella, així com amb el cardenal Ercole Gonzaga (germà de Giulia), però amb ella va ser molt més estreta, convertint-se en el seu confident i conseller l'any 1536. Menéndez y Pelayo va parlar d'aquella relació en aquests termes: “llavors va tenir la desgràcia de trobar-se amb el nostre paisà, que va ser per a ella com un director espiritual, els consells del qual va seguir cegament”.
Important va ser l'ocasió propiciada per un dels sermons predicats per Bernardino Ochino l'any 1535. Això va donar lloc a un diàleg entre Juan de Valdés i ella, escrit aquella nit per petició de la comtessa i convertit en la seva obra Alfabet Cristià (1536). Valdés hi exposa el camí de la perfecció cristiana. Així mateix li escriuria la dedicatòria dels Comentaris a les Epístoles de Sant Pau.

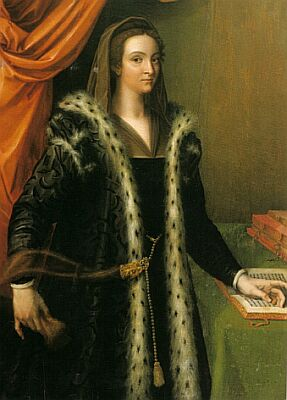
Giulia Gonzaga, retratada per Sebastiano del Piombo c.1535.

També va formar part d'una convenció protestant clandestina. Ja això fa suposar la fermesa de la seva fe i la seva capacitat inspiradora. D'això Williams assenyala que “era el seu esperit el que presidia el cercle evangèlic en què va entrar Valdés tan bon punt punt es va convertir, l'any 1536, en conseller espiritual de Giulia”. Entre els seus adeptes s'hi trobaven uns quants membres importants d'aquella societat napolitana, turmentats també amb les seves crisis religioses. Entre ells hi havia Isabella Bresegna (1510-1567), esposa del governador de Parma i Piacenza, Enrique García Manrique Hurtado de Mendoza de Lara, i filla de Cristoforo Bresegna i d'Isabel de la Caprona; Vittoria Colonna, vídua de Francesc Ferran d'Ávalos, marquès de Pescara; Michelangelo Buonarroti i el monjo Benedetto de Màntua, autor del llibre El Benefici de Crist. A ells va consagrar Valdés els seus últims sis anys traduint-los textos bíblics i escrivint-los consells, tractats i “consideracions piatoses”.
La seva aportació al moviment reformista va ser valuós. Això es mostra en la següent cita de D'Agostino: “A la seva mort (1541) [la de Valdés], el cercle va continuar difonent les seves idees, animat per Giulia Gonzaga, comtessa de Fondi, convençuda que el valdesianisme podria renovar el catolicisme des de l'interior".

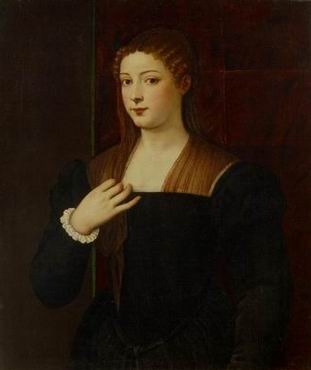
Giulia Gonzaga, retratada per Tiziano